# Vitor Meireles (Santa Catarina)
Vitor Meireles é um município brasileiro do estado de Santa Catarina, localizado no Vale Norte do Alto Vale do Itajaí, a 270 quilômetros de Florianópolis, capital do estado.
Localiza-se a uma latitude 26º52'51" sul e a uma longitude 49º49'58" oeste, estando a uma altitude de 370 metros.
Possui uma área territorial de 371,560 quilômetros quadrados, localizado dentro do bioma Mata Atlântica.
Sua população era de 5 156 tabitantes em 2014, segundo estimativas do Instituto Brasileiro de Geografia e Estatística (IBGE).
Seu nome é em homenagem ao pintor Victor Meirelles.